# Poh Konyal
Poh Konyal is een bestuurslaag in het regentschap Ngawi van de provincie Oost-Java, Indonesië. Poh Konyal telt 1568 inwoners (volkstelling 2010).